# Spálov (okres Nový Jičín)
Spálov (německy Sponau) je městys, který se nachází v okrese Nový Jičín v Moravskoslezském kraji. Žije zde 909 obyvatel.

## Název
Místní jméno bylo odvozeno od osobního jména Spal (které je založeno na slovese spáti) a znamenalo "Spalův majetek". Délka první samohlásky vznikla druhotným spojením se slovesem spáliti. Německé jméno vzniklo z českého (ojedinělou záměnou l za n).

## Historie

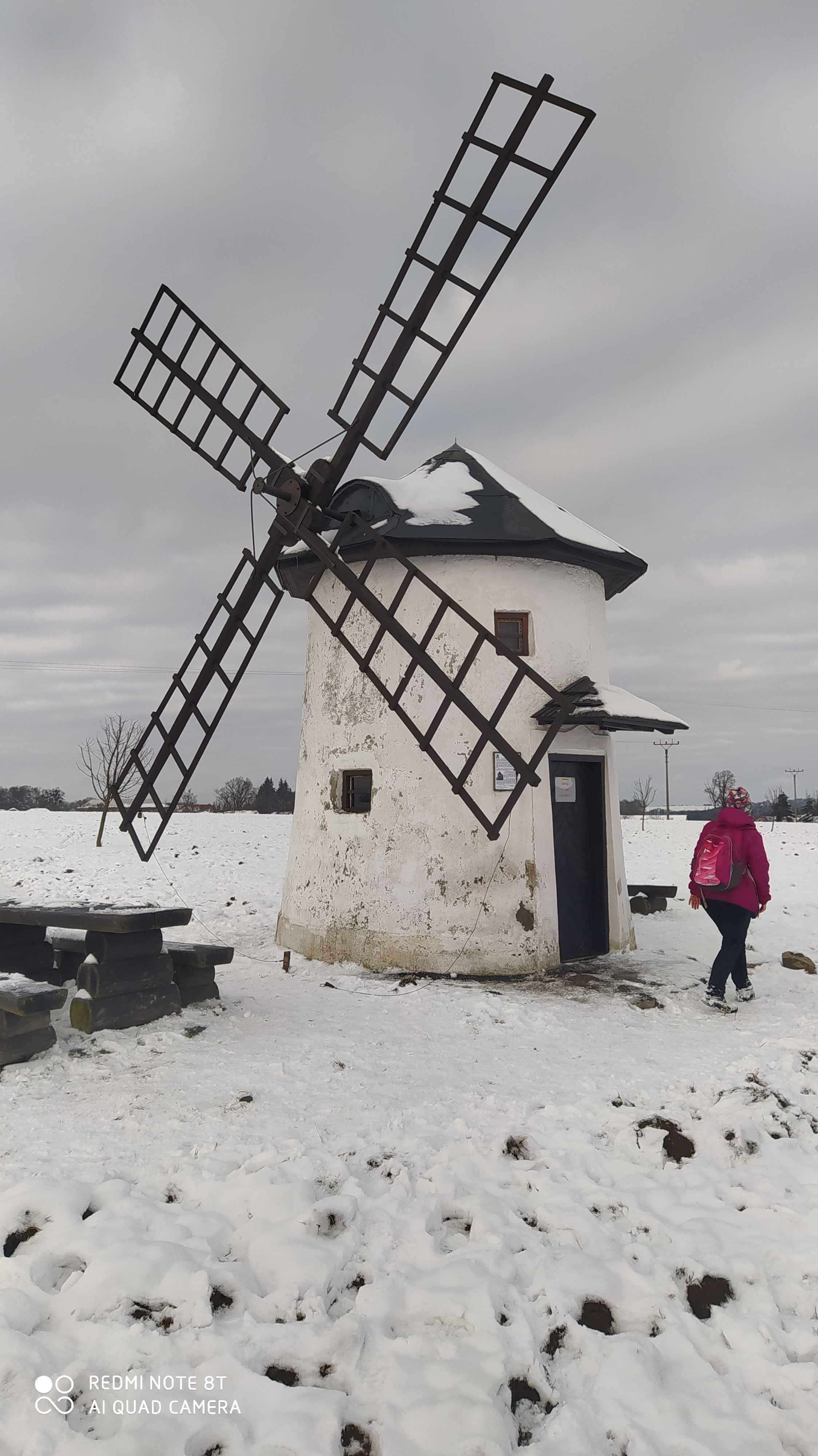
Bálerův větrný mlýn

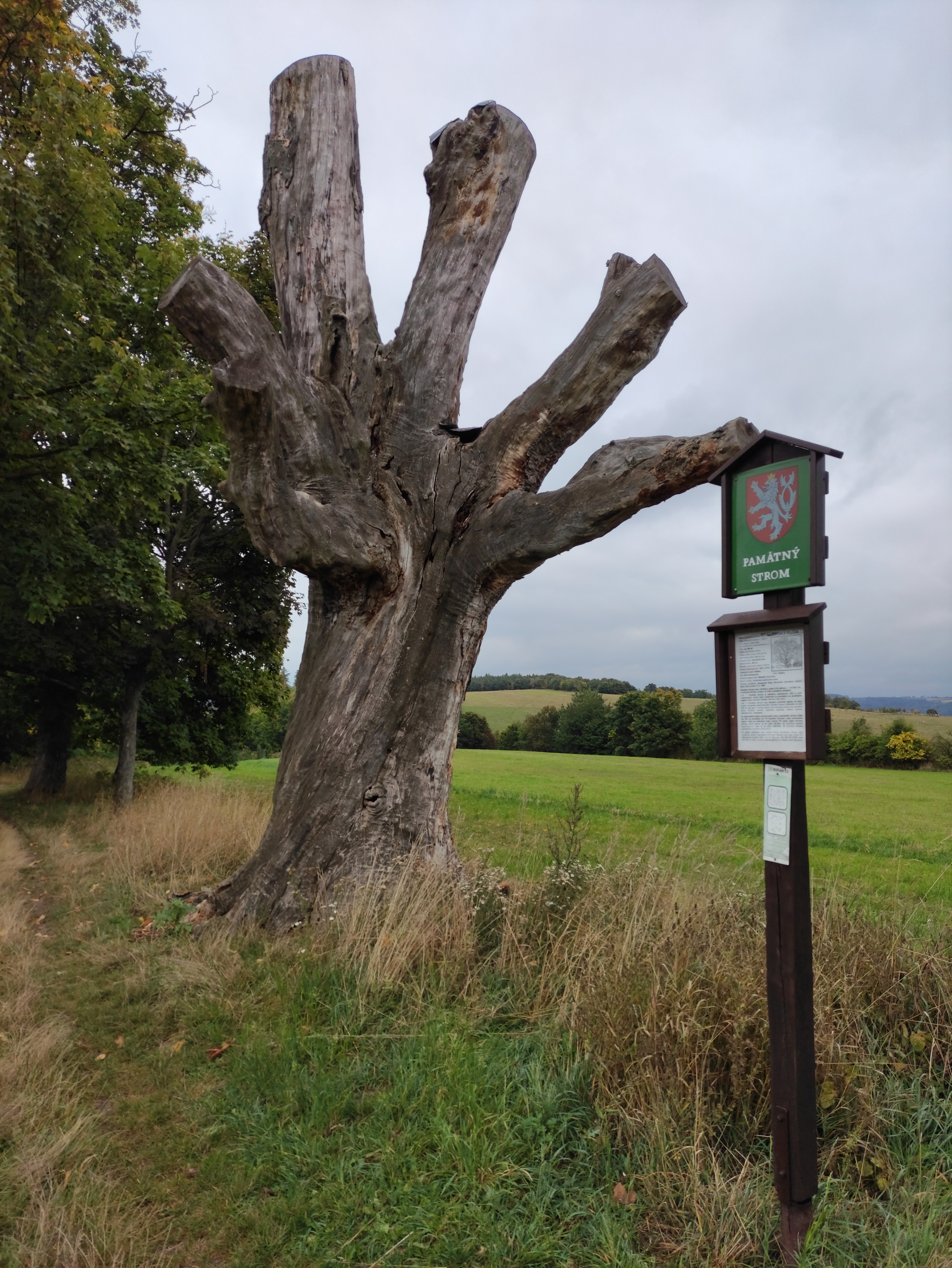
Spálovský klen

První písemná zmínka o obci pochází z roku 1394.
S účinností od 1. prosince 2006 byl 10. listopadu 2006 obci vrácen status městyse.

## Pamětihodnosti
- Kostel svatého Jakuba Většího z roku 1734
- Socha svatého Jana Nepomuckého
- Krucifix
- Balerův větrný mlýn
- bývalý zámek
- bývalý důl Petrova skála
- Spálovský klen - památkově chráněné torzo stromu

U obce je také přírodní rezervace Královec.

## Obyvatelstvo

Věková struktura obyvatel obce Spálov roku 2011
Rodinný stav obyvatel obce Spálov roku 2011
Vzdělání obyvatel obce Spálov roku 2011